# Нечесна угода (фільм)
«Нечесна угода» (англ. «Raw Deal», інші назви «Без компромісів», «Справжнє діло») — американський бойовик 1986 року, в головній ролі Арнольд Шварценеггер. Це історія про те, як агент ФБР Шенон, бажаючи помститися мафії за вбивство свого сина, доручає провінційному шерифові — колишньому агентові ФБР — Камінському (Шварценеггер), в обмін на можливість повернутися до агенції, зруйнувати структуру мафії зсередини та дістатися до її керівника.

## Сюжет
Камінський видає себе за іншу особистість — Джо Бреннера, що його нібито переслідує поліція, і, як злочинець, уходить у мафіозну організацію, що нею керує Петровита (Сем Вонамейкер). Але Макс Келер (Роберт Даві) з самого початку має недовіру до Джо та доручає Моніці (Кетрин Гаролд), його боржниці, слідкувати за Камінським (коштом погашення заборгованості). Але Камінський входить у довіру в заступника очільника мафії, Паоло Рока (Пол Шенар), допомагаючи мафії боротися з конкурентом Мартином Ламанським, та вміло використовує Моніку, що повинна слідкувати за ним, проте закохується в Камінського. Келер зрештою показує, що Бренер не той, ким себе зве, а справжній Бренер на Карибах. Це збіглося з планом убити агента ФБР (Гарі Шенона). Камінський супроводжує Келлера на кладовище, і раптом виявляє, що ціль убивства це Гарі Шенон, котрий послав його впровадитися до мафії. Камінський та Шенон убивають Келлера та його помічників, але Шенона поранено.
Камінський, не маючи що втрачати, вирішує винищити всю мафіозну організацію Петровити. Озброївшись до зубів, він приїздить на будівельний майданчик, де міститься таємний сховок Петровити, та винищує всю банду разом із босом та перекупленим агентом ФБР, що колись випхав Камінського з бюро.
Фільм закінчується тим, що Камінський допомагає Шенону знов навчитися ходити після поранення.

## У ролях
| Актор                  | Роль                                |
| ---------------------- | ----------------------------------- |
| Арнольд Шварценеггер   | Марк Камінський / Джозеф П. Бреннер |
| Кетрін Гарольд         | Монік                               |
| Сем Вонамейкер         | Луїджі Петровіта                    |
| Пол Шенар              | Пауло Рокка                         |
| Роберт Даві            | Макс Келлер                         |
| Ед Лотер               | Бейкер                              |
| Даррен Макгевін        | Гаррі Шеннон                        |
| Джо Регалбуто          | Марвін Бакстер                      |
| Мордекай Лоунер        | Марчелліно                          |
| Стівен Гілл            | Мартін Ламанські                    |
| Бланш Бейкер           | Емі Камінська                       |
| Луїз Роубі             | дівчина Ламанські                   |
| Віктор Арго            | небезпечна людина                   |
| Джордж П. Вілбур       | убивця 1                            |
| Денвер Маттсон         | убивця 2                            |
| Джон Маллой            | Траджер                             |
| Лоренцо Клемонс        | сержант                             |
| Дік Дурок              | Дінго                               |
| Френк Феррара          | Спайк                               |
| Томас Розалес молодший | Хісус                               |
| Ральф Фуді             | капітан                             |
| Свен-Оле Торсен        | бородатий охоронець                 |